# Communication scientifique et technique
Pour les articles homonymes, voir CST.
La communication scientifique et technique (CST) est l'activité dont l'objet est de diffuser les problématiques et les résultats de la recherche scientifique fondamentale ou appliquée ou du développement industriel soit en direction des pairs, soit vers un large public (on parle souvent dans ce cas de vulgarisation ou encore de médiation scientifique).
La communication scientifique et technique répond à des règles très différentes selon le public visé : règles de plus en plus formalisées aujourd'hui quand il s'agit de la communication des scientifiques à destination des autres membres de la communauté scientifique, règles beaucoup plus souples pour la vulgarisation. Mais, dans tous les cas, qu'elle soit écrite ou orale, elle recherche l'efficacité et la bonne perception des messages émis. Ce type de communication est enseigné dans le cadre de formations initiales de type master, ou par le biais de modules de formation courts. Aussi, beaucoup d'ouvrages qui traitent de communication scientifique et/ou technique se présentent comme des guides ou des manuels de bonnes pratiques.
La communication scientifique et technique peut passer par différents médias : conférences, panneaux ou posters, articles, émissions de radio et de télévision, interviews, exposition d'objets, mais aussi images, vidéos, pièces de théâtre, visites d'usines ou de laboratoires de recherche…

## L’histoire de la communication scientifique et technique en France
L’expression « communication scientifique et technique » est très récente. Au XVIIIe siècle, on parlait de « familiarisation des sciences » et au XIXe de « vulgarisation scientifique ».
La CST existe depuis plusieurs siècles. Nous en retrouvons déjà des traces au XVIIe siècle. Il faut toutefois préciser que s’il est estimé que les cabinets de curiosités permettent de diffuser la science. Ces cabinets, apparus durant la Renaissance, étaient des lieux ou se mélangeaient vraie et « fausse » science, certains cabinets disant posséder, par exemple, des restes d’animaux mythologiques.
L’âge d’or de la CST, que ce soit en France ou en Europe, c’est la seconde moitié du XIXe siècle. Mais ce n’est pas le terme de « communication » qui était employé. Les termes utilisés étaient « science populaire », on pouvait également parler de « popularisation des sciences » mais aussi de vulgarisation, mot apparu dans les années 1840.

### Les prémices de la communication scientifique et technique
Si des termes populaires tel que « popularisation des sciences » ou « vulgarisation » ne sont apparus que récemment, c’est parce qu’à l’origine, la CST est tout sauf accessible au peuple. Il n’y avait que les savants, les hommes d’églises ainsi que l’élite qui pouvait réellement y avoir accès. Les livres et journaux coûtaient cher, et il fallait savoir lire pour pouvoir comprendre ce dont il y était question. De plus, les ouvrages scientifiques étaient à l’origine écrits en latin, et il faudra attendre la Renaissance pour que certains savants tels que Galilée (1564-1642) décident d’arrêter de publier en latin et de se mettre à publier en vernaculaire.

#### Les journaux savants
Nés au XVIIe siècle et établis en 1665 en Europe, les journaux savants ont permis aux savants européens d’échanger et de diffuser leurs connaissances dans l’Europe entière.
Ces journaux pouvaient être relativement courts comme long. Ces journaux n’étaient pas spécialisés à l’origine. Les publications spécialisées n’apparaîtront qu’au milieu du XVIIIe siècle.

### Le siècle des Lumières

#### Le renouveau des cabinets de curiosité
La fin du XVIIIe siècle fait, en France, quelque peu changer la nature des cabinets de curiosité. Ils étaient jusqu’alors dans des palais princiers. Nous pouvons en retrouver quelques-uns reconstitués dans certains châteaux. Autrement dit, c’était notamment l’aristocratie qui avait accès à ces cabinets. Durant le siècle des Lumières, l’aristocratie perd l’exclusivité de ces cabinets. Ces cabinets « se multiplient un peu partout à l'initiative de savants, ou de notables issus de la bourgeoisie ». Ces cabinets sont d’ailleurs bien utiles à la bourgeoisie pour pouvoir échanger avec l’aristocratie. Avoir une belle collection était souvent synonyme de reconnaissance sociale. Cependant, ces cabinets ne verront que très peu de personnes venant du peuple.
Ces cabinets ne seront plus des cabinets de curiosités au XVIIIe siècle mais des  « cabinets d’histoire naturelle » et sont considérés comme les ancêtres des musées d'histoire naturelle modernes.

#### Le développement des écrits
Durant la période des Lumières, les livres de sciences commencent déjà à apparaître en nombre. « Ils se diversifient et se déclinent même par publics». Ils sont parfois simplifiés pour être accessible à davantage de personnes.
Les bibliothèques publiques ainsi que les chambres de lecture se démultiplient. Le fort développement de la presse durant le siècle des Lumières permit également de diffuser les sciences et techniques.
On ne peut parler de ce siècle ni de CST sans évoquer le Dictionnaire Résonné des Sciences, dont le premier volume est paru en 1751. Véritable synthèse des connaissances de l’époque, cet ouvrage a été très diffusé. Mais son public était très cultivé et n'était pas accessible au plus grand nombre.

#### Les bouleversements lors de la Révolution française
La Révolution française marque une rupture dans la CST. Jusqu’ici, il n’y avait que l’élite qui pouvait réellement s’éduquer sur des sujets scientifiques. Durant la Révolution, cela change drastiquement. En plus de devenir laïc et détaché de la religion, la culture scientifique doit être accessible au peuple tout entier. C’est durant cette même Révolution qu’a été créée la figure du « savant-citoyen ». Le citoyen doit être éduqué pour pouvoir réellement contribuer à l’essor d’une société meilleure.
La Révolution française modifie le rôle de la science, qui doit désormais servir la République. Chose très bien représentée avec la création de l’Institut de France le 25 octobre 1795. Les savants doivent aider à éduquer le peuple.

### La communication scientifique et technique auXIXe

#### Les musées d'histoire naturelle
Les musées tels qu’on les connaît aujourd’hui se sont développés en France des suites de la Révolution. Le mot d’ordre étant l’égalité, il fallait rendre accessible à tous les collections scientifiques et techniques. L’un des musées les plus symboliques est sans doute le Muséum national d’histoire naturelle. Celui-ci est en réalité le Jardin du Roi. Ce dernier a été transformé en musée par décret le 10 juin 1793, soit la même année que celle durant laquelle le Roi Louis XVI a été exécuté.
Un projet naît également à cette époque : répertorier et collectionner l’intégralité des espèces végétales et animales ainsi que tous les minéraux. Les musées devaient être des lieux de conservation du savoir.
Pourtant, les muséums ne sont pas en phase avec le développement de la communication scientifique et technique du XIXe siècle.
Bien que certains conservateurs de musée aient fait construire un amphithéâtre à proximité de leur établissement (voir directement rattaché) afin d’y accueillir des conférences scientifiques, ce n’est qu’un public limité qui y va. De plus, tout le monde n’avait pas accès en permanence à ces musées. Pendant toute la première moitié du XIXe siècle, les profanes n’avaient pas le droit de visiter les musées. Durant la seconde moitié, ils le pourront, mais ce sera très limité, il n’y a que le dimanche après-midi ou ils ont le droit de visiter des musées. Cela dit, le public non profane n’y allait pas de façon régulière. Ceux qui y vont, ce sont notamment des étudiants ou des élèves, et toujours encadrés par leur professeur. À l’instar de leurs ancêtres, les cabinets de curiosités, qui avaient fini par rassembler davantage de monde à la fin du siècle des lumières, les muséums finissent par perdre en intérêt même auprès de la communauté scientifique. Ces musées étaient trop renfermés sur eux-mêmes ainsi que sur leur discipline, si bien qu’ils n’ont pas évolués avec leur temps, restant en état de stase jusqu’à la fin des années 1980, période durant laquelle des travaux de rénovation sont faits dans nombre de muséums[4].
Par défaut de précision, il convient de dire que nous parlons ici notamment des musées d’histoire naturelle. D’autres types de musées étaient davantage ouverts au public. Certains musées anatomiques tels que le musée Spitzner ou les musées Talrich en sont des exemples. Ils utilisaient la curiosité du public pour attirer les foules.

#### Les expositions universelles, un moyen d’attirer les foules
Une exposition universelle est définie par le Bureau International des Expositions (BIE) comme étant « une manifestation qui, quelle que soit sa dénomination, a un but principal d’enseignement pour le public, faisant l’inventaire des moyens dont dispose l’homme pour satisfaire les besoins d’une civilisation et faisant ressortir dans une ou plusieurs branches de l’activité humaine les progrès réalisés ou les perspectives d’avenir ». Ces expositions ont généralement lieu dans des grandes métropoles de puissances industrielles et existent encore de nos jours. La première s’est déroulée en 1851 au Crystal Palace, construit spécialement pour l’occasion, à Londres.
Ce sont des lieux de vulgarisation de la science. La science était toujours au premier plan dans les discours qui y étaient prononcés. Le but de ces expositions n’était pas forcément d’améliorer le bagage scientifique des visiteurs, mais de faire comprendre la beauté de la science. De nombreuses attractions étaient à la disposition du public. On y montrait tous les derniers progrès scientifiques, mais le but était davantage d’émerveiller que d’instruire.
Bien entendu, ces expositions n’ont pas que ce rôle et permettent de mettre en avant les capacités technologiques du pays dans lequel elles se trouvent, sans oublier tout l’aspect politique et économique qu’il peut se cacher derrière.
D’une certaine manière, ces expositions ont permis l’apparition de la « culture de masse », en ayant réussi à réunir des gens de toute classe sociale en un même lieu et avec le même niveau de connaissance possible pour tous. Cependant, comprendre les attractions a de plus en plus lassé les visiteurs, et de même pour les exposants, qui ont fini par les expliquer de moins en moins.

#### Un siècle de multiplication d'ouvrages
La communication scientifique et technique a été, au XIXe siècle, très aidée par deux outils. Le premier est l'imprimerie. Cette dernière a été perfectionnée durant ce siècle (ses presses notamment), a son début et à son milieu. Ce perfectionnement fait diminuer ses prix, ce qui permet de faire davantage de tirages. Mécaniquement, le nombre d’ouvrages de sciences a augmenté de manière fulgurante, et son prix a été rendu beaucoup plus accessible qu’auparavant. Rappelons que durant le siècle des Lumières, c’était principalement l’élite qui pouvait s’instruire scientifiquement.
La vulgarisation, dont le terme est apparu dans les années 1840, à bénéficier d’un avantage par rapport aux livres scientifiques : l’amélioration de l’illustration. Le second outil sont les révolutions technologiques de ce siècle, nombre de ces dernières transforment le quotidien, ce qui fait émerger une curiosité à leur égard.
À partir des années 1850, davantage de périodiques spécialisés dans les sciences et visant un public étendu apparaissent tel que Cosmos : revue encyclopédique hebdomadaire des progrès des sciences  (1852) de l’abbé Moigno, L’Ami des sciences (1855) de Victor Meunier ou encore La Science populaire (1880) d’Adolphe Bitard.
Quinze revues, tel que Cosmos, ou la Science pour tous, paraîtront à Paris en 1865. La durée de vie de celles-ci est très variable.
Durant la seconde moitié du XIXe siècle, la « vulgarisation scientifique », (qui sera en effervescence notamment des années 1860 à 1880) devient une catégorie à part entière. Elle est l’une des origines du succès de certaines maisons d’édition comme Hachette, Larousse ou encore Flammarion. On y voit également apparaître le mot rentabilité. Cette catégorie étant à la mode, la publicité s’accentue sur l’instruction scientifique, car un citoyen instruit scientifiquement est un client potentiel. De plus, il était courant qu’un même ouvrage dispose de plusieurs variantes, et à des prix différents. (Précisons quand même qu’à partir des années 1860, le livre de vulgarisation doit être le plus luxueux possible et que ces livres-là étaient moins destinés à une lecture approfondie). La publication en série ou en collections date d’ailleurs de la même époque, permettant de fidéliser plus facilement le public. Cela avait été créé par Louis Hachette. Les bibliothèques populaires, créées dans les années 1860 sont également un bon outil pour diffuser les sciences et techniques, sans oublier les cours publics et gratuits.

#### L’alphabétisation contribue à l’intérêt pour les sciences
Certaines lois ont également pu, à leur manière, sensibiliser le grand public sur les sciences et techniques, en plus d'aider leur diffusion. Nommons ici la loi Guizot de 1833 et relative à l’instruction primaire, qui a contribué à l’alphabétisation de la population ainsi qu’aux lois Jules Ferry de 1881-1882, qui rendent l’instruction primaire obligatoire, aidant à créer ainsi un public lettré et curieux des nouveautés scientifiques et techniques.

#### Le déclin de la communication scientifique et technique à la fin duXIXesiècle
La vulgarisation scientifique et technique s’essouffle dans les années 1890. La science évolue à un rythme effréné, son vocabulaire se complexifie et le peuple commence, petit à petit, à s’en désintéresser. Les progrès techniques n’apportent plus l’émerveillement d’avant et font partie du paysage commun.
L’illustration s’est encore améliorée et coûte de facto un peu moins cher, ce qui permet d’améliorer la qualité des manuels scolaires, « remplaçant » d’une certaine manière les ouvrages de vulgarisation. Ces grands ouvrages de vulgarisation commencent à dater, d’autres moyens de divertissement se popularisent, notamment les romans ou la presse populaire. Cette baisse d’intérêt provoque mécaniquement une baisse des ventes, et en conséquence, une baisse du nombre de tirages. C'est la raison de la disparition de certaines éditions et collections.

## Les acteurs de la communication scientifique et technique
- Chercheurs, ingénieurs et techniciens ;
- Musées, surtout les musées scientifiques et muséums ;
- CCSTI, Centres de culture scientifique, technique et industrielle ;
- Presse écrite, parlée, télévision, Internet (dont les blogs et les vidéastes web) ;
- Journalistes, personnel des musées ;
- Associations et agences ;
- Organismes publics (mairies, régions, ministères : éducation nationale, de la recherche).